# Ковелл, Филлис
Филлис Линдрея Ковелл (англ. Phyllis Covell; урождённая Хоукинс; англ. Howkins; 22 мая 1895 — 28 октября 1982) — теннисистка из Великобритании.
Прежде всего известна тем, что была серебряным призёром на Парижской Олимпиаде 1924 года, где выступила в женском парном зачёте вместе с Китти Маккейн-Годфри. В 1923 году Ковелл выиграла титул чемпиона в женском парном зачёте на Американском национальном чемпионате снова вместе с Иаккейн, победив американок Хейзел Хочкисс-Уайтмен и Элинор Госс в трёх сетах. Ковелл также заняла второе место в миксте на Уимблдонском турнире в 1921 году, выступив с Максвеллом Вуснамом. В 1924 году в городе Уимблдон теннисистка выступила в британской сборной на Кубке Уайтмена, которая одержала победой над командой из США со счётом 6-1: Филлис при этом также победила в обоих своих одиночных матчах против Хелен Уиллз и Моллы Мэллори.

## Финалы Большого Шлема

### Парная игра
| Результат    | Год  | Чемпионат                           | Партнёр              | Оппоненты                          | Счёт          |
| Первое место | 1923 | Американский национальный чемпионат | Китти Маккейн-Годфри | Хейзел Хочкисс-Уайтмен Элинор Госс | 2-6, 6-2, 6-1 |
| Второе место | 1924 | Уимблдон                            | Китти Маккейн-Годфри | Хейзел Хочкисс-Уайтмен Хелен Уиллз | 4-6, 4-6      |
| Второе место | 1929 | Уимблдон                            | Дороти Шепард        | Пегги Саундерс Фоби Холкрофт       | 4-6, 6-8      |
| Второе место | 1929 | Американский национальный чемпионат | Дороти Шепард        | Пегги Саундерс Фоби Холкрофт       | 6-2, 3-6, 4-6 |

### Микст
| Результат    | Год  | Турнир                               | Партнер         | Оппоненты                        | Счёт     |
| Второе место | 1921 | Уимблдон                             | Максвелл Вуснам | Элизабет Райан Рэндольф Lycett И | 3-6, 1-6 |
| Второе место | 1929 | Американские национальные чемпионаты | Банни Остин     | Nuthall Бетти Джордж Лотт        | 3-6, 3-6 |

## Примечание
1. ↑  сайт ITF
2. ↑  Collins, Bud. The Bud Collins History of Tennis (англ.). — 2nd. — New York: New Chapter Press, 2010. — P. 479. — ISBN 978-0942257700.
3. ↑  Sport: A Licking. Time (30 июня 1924). Дата обращения: 17 июля 2012. Архивировано из оригинала 10 июля 2012 года.
4. ↑  Collins, Bud. The Bud Collins History of Tennis (англ.). — 2nd. — [New York]: New Chapter Press, 2010. — P. 529. — ISBN 978-0942257700.